# Oporinia schneideri
Oporinia schneideri är en fjärilsart som beskrevs av Lampa 1885. Oporinia schneideri ingår i släktet Oporinia och familjen mätare. Inga underarter finns listade i Catalogue of Life.